# Séparateur à courants de Foucault
Un séparateur à courants de Foucault utilise un puissant champ magnétique pour séparer les matériaux réagissant à un flux électromagnétique des autres. L'outil utilise les propriétés des courants de Foucault pour effectuer cette séparation. Des machines à courants de Foucault sont utilisées sur les chaînes de tri des déchets, et peuvent l'être pour la valorisation-matière des mâchefers d'incinération des déchets (qui contiennent en moyenne 10 % de métaux ferreux et 1 % de métaux non ferreux). 

## Historique
Le séparateur à courants de Foucault a été inventé en 1984 par le thermodynamicien Hubert Juillet,,. 
Les obligations de tri et valorisation matière et/ou énergétique des déchets ont dopé le marché des séparateurs. 

### France
En France, il a été estimé qu'une collectivité de 200 000 habitants, qui produirait des mâchefers d'incinérateurs de déchets à teneur moyenne en nodules de métaux non ferreux de 1 %, verrait un équipement à courant de Foucault amorti en 4 à 5 ans (à un prix moyen de reprise des nodules de métaux non ferreux de 600 €/tonne). 
Avec le Projet Métal lancé en France en 2009 les centres de tri sont progressivement équipés de séparateurs à courants de Foucault. 
Fin 2017, 19 centres de tri sont équipés et l'objectif est d'en équiper 60 de plus d'ici 2022. Cela doit bénéficier notamment à un meilleur taux de recyclage des petits déchets en aluminium,.

## Techniques
Les séparateurs à courants de Foucault sont le plus souvent utilisés avec un convoyeur transportant une couche peu épaisse de matériaux en vrac.

Un inducteur de champ magnétique variable est disposé à proximité du convoyeur.

Il existe plusieurs types de séparateurs à courants de Foucault :
- les séparateurs à aimant dynamique ;
- les séparateurs à électroaimant ;
- les séparateurs HF à magnétron.

## Utilisation
Selon leur nature, les matériaux sont repoussés, éjectés, attirés ou tombent simplement du convoyeur sous l'effet de la gravité.
Par exemple :
- le cuivre, l'aluminium, le magnésium sont repoussés par l'inducteur ;
- le fer, le nickel, les cupronickels, les ferronickels ainsi que certains aciers inoxydables sont attirés ;
- le verre, les plastiques, le papier et le carton, les céramiques, le sable et les pierres restent inertes.

D'autres facteurs agissent sur la séparation des matériaux, dont : la fréquence d'induction, la dimension et la géométrie des particules de matériaux à traiter, ainsi par exemple :
- pour un inducteur à aimant dynamique ou à électro-aimant, opérant à 1 kHz, il existe une dimension réactive minimum, ainsi pour une bille d'aluminium le diamètre minimum réactif est d'environ 5 mm ;
- pour l'enrichissement des minerais, seule l'induction par magnétron peut être envisagée.